# 教化 (夏国公)
教化（1277年—1309年），唐兀氏，元朝政治人物。楊剌失之孙，失剌唐兀台之子，杨朵儿只之弟。

## 生平
教化年轻时在潜邸侍奉海山。海山在北边总兵，以元成宗所赐玉印为枢密符令，让教化保管。大德十年（1306年），教化入朝奏军事，而且请颁岁赐。太府卿没有处理，教化愤怒，责备他们：“太子亲自穿着甲胄，于万里之外防边，所赖岁赐来充实军旅之用，恨不得在天子面前质问你的罪责。”拿着所持挝击打他。
元成宗崩，内廷与宰臣议立新君，教化快馬到怀州，见到海山之弟愛育黎拔力八達，请他即日入朝，迎海山即位，内乱遂平。海山為即位元武宗，群臣以次序召见，问教化：“太府卿谁是你所击打的人？”下敕诛杀，以他的家产赐教化。回答：“事在赦前，不可的失大信于人。至以其家产赐臣，臣尤不敢奉诏。”元武宗赞叹，听从了。提拔为正议大夫，同知太府院事。
至大二年（1309年），御史台奏他为江南湖北道肃政廉访使，他入辞皇帝，元武宗不高兴：“此朕左右手，何可令远去。”留他担任将作院使，居京为官。这年教化去世。时年三十三岁。赠效节宣忠翊载功臣、大司徒、金紫光禄大夫、上柱国、夏国公，谥襄敏。儿子衍饬，官至监察御史。 

## 延伸阅读
[在维基数据编辑]
 《新元史/卷183》，出自柯劭忞《新元史》